# Lokesh Chandra
Lokesh Chandra, né le 11 avril 1927 à Ambala, Inde est un universitaire contemporain du bouddhisme et des arts indiens, spécialiste de la période védique et tibétologue. Il est le fils du célèbre érudit en sanskrit et homme politique Raghu Vira (en).
Entre 1942 et 2004, il a publié 576 livres et 286 articles. Parmi ceux-ci, certains sont devenus des classiques comme : Tibetan-Sanskrit Dictionary (Dictionnaire tibétain-sanskrit) en 19 volumes, Materials for a History of Tibetan Literature (Matières pour une histoire de littérature tibétaine), Dictionary of Buddhist Iconography (Dictionnaire de l'iconographie bouddhique) en 15 volumes.
Il a occupé plusieurs postes officiels au sein du gouvernement indien et a été deux fois membre du Parlement (1974-1980) et (1980-1986).

## Biographie
Lokesh Chandra est né le 11 avril 1927 à Ambala, Inde. Il est le fils du célèbre érudit, linguiste et homme politique Raghu Vira (en), qui lui enseigne le sanskrit, le pāli et les dialectes prākrits. Doué pour les langues, il apprend également l’anglais, le tibétain, le chinois, le japonais entre autres.
En 1942 il écrit ses deux premiers articles : Surveys Buddhism in Mongolia (Enquête sur le bouddhisme en Mongolie) et Tibet and Indian (Tibet et Inde), qui seront suivis de 284 autres, jusqu’en 2002.
En 1947, il obtient une maîtrise à l'université du Pendjab de Lahore (ville pakistanaise depuis la partition de l’Inde en 1947). Puis il se rend aux Pays-Bas pour étudier le kawi ou « vieux-javanais », enseigné par l'orientaliste Jan Gonda à l'université d'Utrecht.
En 1954, il achève une édition critique de l'ensemble du «Jaiminīya Brāhmaṇa». Jusqu’en 2004 , il publie 576 ouvrages (études, dictionnaires, fascicules), dont il est auteur ou co-auteur. Parmi ceux-ci, certains sont aujourd’hui considérés comme étant des classiques : le «Tibetan-Sanskrit Dictionary» (Dictionnaire tibétain-sanskrit » en 19 volumes (1955-1960, publié en 1961, complété en 1994, «Materials for a History of Tibetan Literature» (Matières pour une histoire de littérature tibétaine) » (1963), «Dictionary of Buddhist Iconography» (Dictionnaire de l'iconographie bouddhique) en quinze volumes (1999 -2004 ).
Lokesh Chandra n'est pas seulement un éminent érudit. Plusieurs postes officiels au sein du gouvernement indien lui sont confiés au sein de plusieurs comités : éducation, langue officielle, mais aussi tourisme, industrie lourde et bien d'autres, car son expertise ne se limite pas au bouddhisme et à l'art indien, ses domaines de prédilection.
Il est également membre du parlement indien, le Rajya Sabha à deux reprises (1974-1980) et (1980-1986).
En 2006, il est décoré du Padma Bhushan, catégorie « Littérature et Éducation » par le gouvernement indien.
Il est président du Indian Council for Cultural Relations (en) (Conseil indien des relations culturelles) pendant la période 2014-2017.

## Publications
Entre 1942 et 2004, Lokesh Chandra a publié de nombreux ouvrages (seul ou en qualité de co-auteur) et articles, totalisant 862 publications. À défaut d’en reproduire une liste exhaustive, en voici quelques-unes, figurant parmi les plus souvent citées.

### Ouvrages
- (en) Tibetan-Sanskrit Dictionary, en 12 volumes + 7complémentaires, New Delhi, Inde, International Academy of Indian Culture and Aditya Prakashan, 1961, réimprimé en 1971, 1991 et 1993  (ISSN 0581-8532).
- (en) Nīlakaṇṭha Lokeśvara as the Buddhist apotheosis of Hari-hara, New Delhi, International Academy of Indian Culture, 1979, 18 p.[8].
- (en) The Thousand-armed Avalokiteśvara, Volume1, New Delhi, Abhinav Publications, Indira Gandhi National Centre for the Arts, 1988, 303 p. (ISBN 9788170172475)[9].
- (en) India's Contributions to World Thought and Culture (Collectif dirigé par Lokesh Chandra), Madras, Inde, Publié par le Vivekananda Rock Memorial Committee, 1971, 838 p.[10].
- (en) Transcendental Art of Tibet,  New Delhi, Inde, Publié par International Academy of Indian Culture and Aditya Prakashan, 1996, 234 p. (ISBN 9788186471890).
- (en) Avec Sharada Rani, Mudras in Japan. Volume 243 of Śata-pitaka series :Indo-Asian literatures, New Delhi, Inde, Vedams eBooks (réimpression), 1978 (réimpression en 2001), 302 p. (ISBN 9788179360002)[11].
- (en) Cultural Horizons of India: Studies in Tantra and Buddhism, art and archaeology, language and literature (Śata-pitaka series :Indo-Asian literatures en 7 volumes n° : 361, 366, 370, 381, 388, 390, 391), New Delhi, Publié par l’International Academy of Indian Culture and Aditya Prakashan, 1990-1998,  (ISBN 8185179522) (il s'agit de l'isbn du 1er volume)[12].
- (en) Dictionary of Buddhist Iconography. Śata-pitaka series: Indo-Asian literatures en 15 volumes, New Delhi, Inde, Publié par International Academy of Indian Culture and Aditya Prakashan, 1999-2005 (ISSN 0581-8532).
- (en) Avec Raghu Vira, Gilgit Buddhist Manuscripts. Śata-pitaka series en 10 vol, New Delhi, Inde, International Academy of Indian Culture. Réimpression en 3 volumes en édition compacte facsimilée par Sri Satguru Publishers, 1959-1974 ; réimpression : 1995 (ISBN 9788170304449) et  (ISBN 9788170304456)[13].
- (en) Kāranda-vyūha-sūtra or The supernal virtues of Avalokiteśvara, New Delhi, Inde, International Academy of Indian Culture and Aditya Prakashan, 1999, 295 p. (ISBN 9788186471890).

### Articles
- (en) « The Origin of Avalokitesvara », Indologica Taurinenaia, publié par International Association of Sanskrit Studies (IASS), vol. XIII,‎ 1985-1986, p. 187-202[14].
- (en) « Origin of The Avalokiteśvara of Potala », Kailash: A journal of Himalayan Studies. Ratna Pustak Bhandar,‎ 1979[15].